# Depósito de valor
Un depósito de valor, valor refugio o activo refugio es cualquier bien que se considera que en el futuro mantendrá o aumentará su valor monetario de adquisición. Por ejemplo, un coche normal no es un depósito de valor, porque, aunque no haya inflación, se deprecia.
Los depósitos de valor más habituales en los tiempos modernos han sido el dinero propio del país donde se hace el depósito (ya sea en metálico o en cuentas bancarias a interés compuesto), divisas extranjeras, metales preciosos, piedras preciosas, antigüedades y obras de arte. El objetivo de cualquier depósito de valor para quien lo adquiere es la gestión del riesgo de depreciación de su patrimonio.

## El dinero como depósito

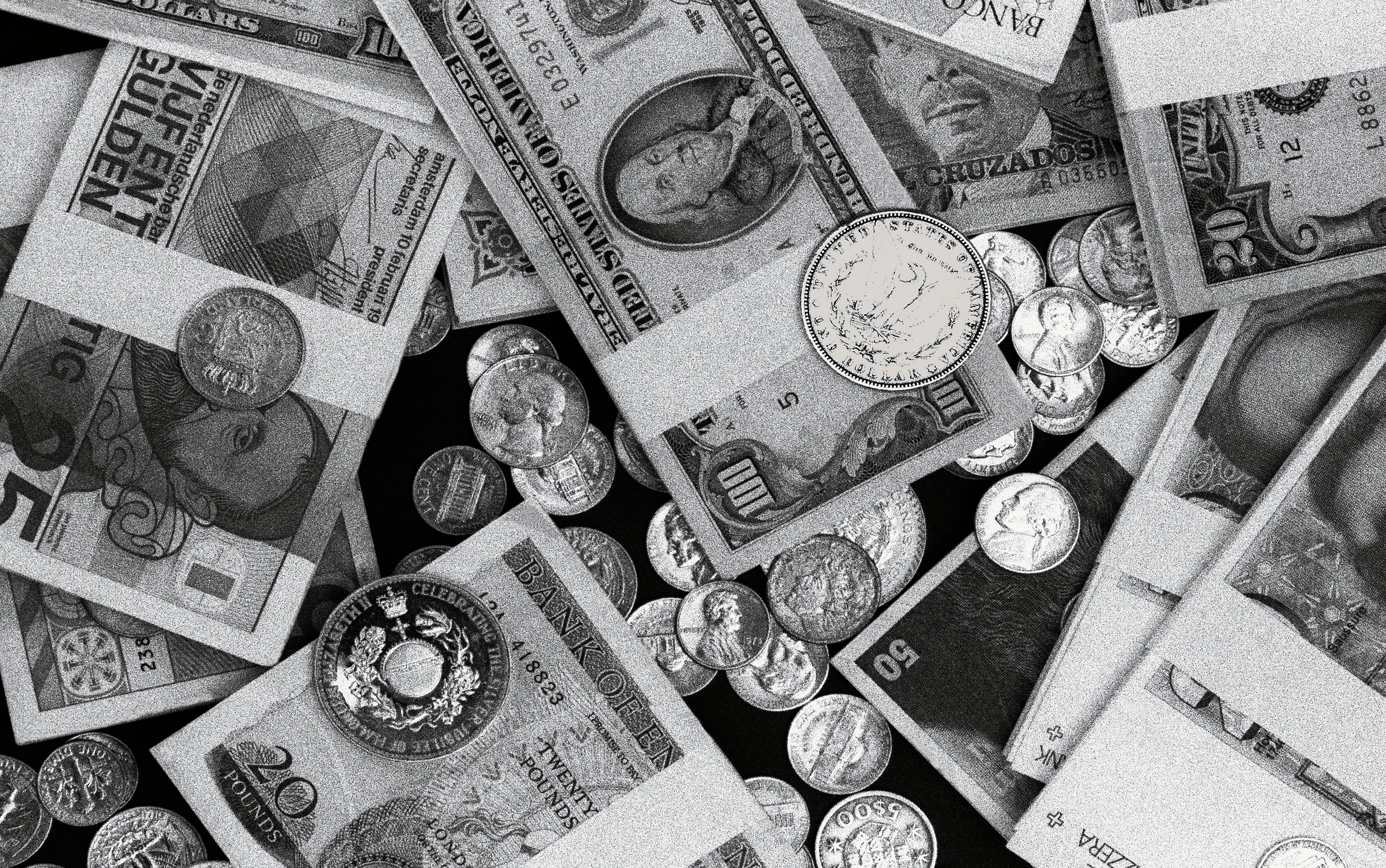
Varios billetes y monedas.

La economía monetaria es la rama de la economía que analiza las funciones del dinero. El depósito de valor es una de las 3 funciones generalmente aceptadas del dinero. Las otras sonː como medio de cambio, para evitar los inconvenientes de la falta de coincidencia de necesidades entre quien quiere vender algo y quien quiere comprarlo; y como unidad de cuenta, que permite que el valor de diversos bienes, servicios, activos y pasivos se proporcione en múltiplos de la misma unidad. 
En ausencia de inflación, o con una inflación moderada (2-3 % anual), el dinero es muy adecuado como depósito valor debido a su poder adquisitivo. También es útil por su durabilidad.
Por su función como depósito de valor, se atesoran grandes cantidades de dinero. La utilidad del dinero como depósito de valor disminuye si la inflación es elevada. Si la inflación aumenta, el poder adquisitivo disminuye y se impone un coste a quienes tienen dinero.
Los trabajadores a quienes se les paga en una moneda que experimenta una alta inflación preferirán gastar sus ingresos rápidamente en lugar de ahorrarlos. Cuando una moneda pierde su función de depósito de valor o, en otras palabras, cuando se pierde la confianza en su poder adquisitivo futuro, las personas de los países donde esa moneda es de curso legal utilizan como depósito de valor billetes de otros países.
Según la teoría del saldo de caja de Cambridge, representada por la ecuación de Cambridge, la función del dinero como depósito de valor es más importante que su función como medio de cambio.Cambridge afirma que la demanda de dinero se deriva de su capacidad para almacenar valor. Esto es contrario a la creencia de los economistas de Fisher de que la demanda surge porque se necesita dinero para el intercambio.

## Otros depósitos de valor

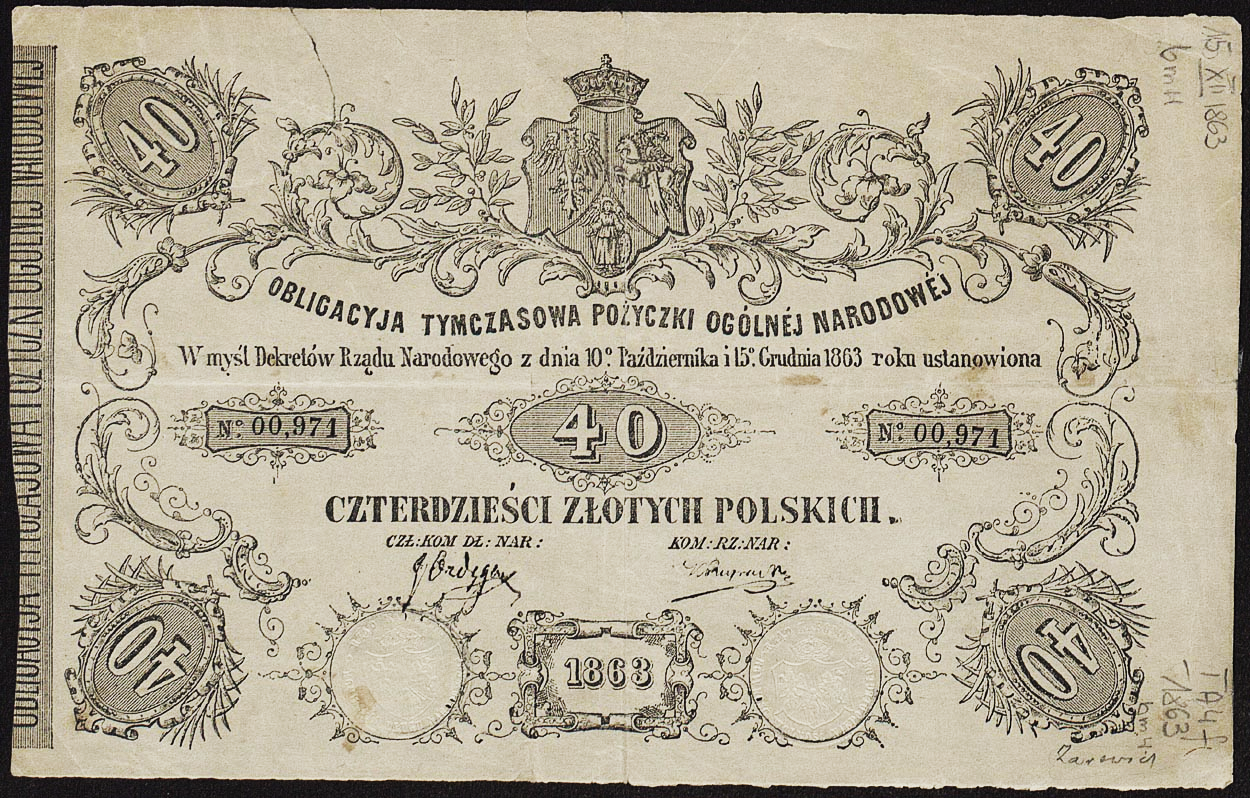
Bono del Estado polaco, 1863

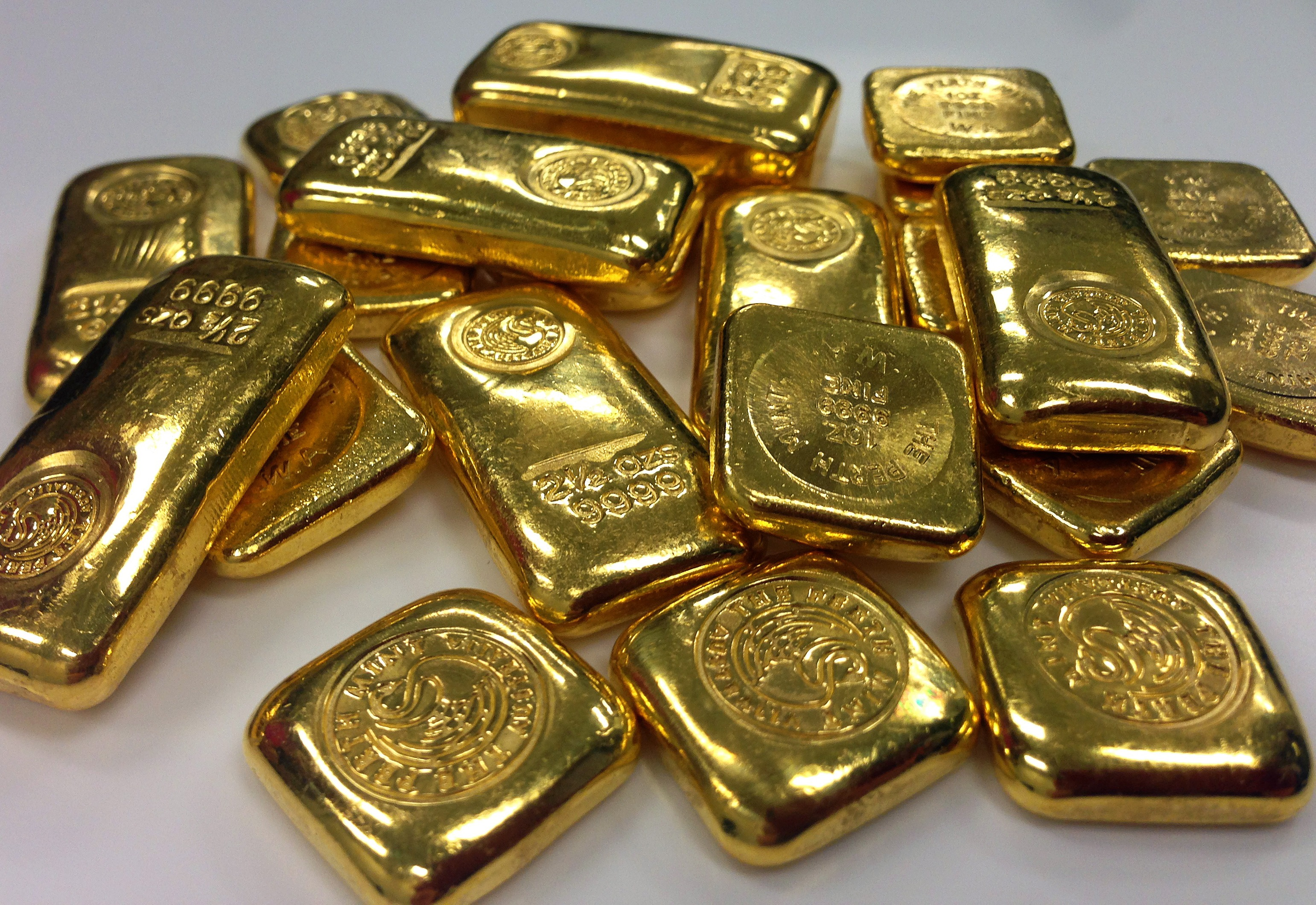
Las materias primas como el oro y otros metales preciosos han sido históricamente buenas reservas de valor.

Ejemplos de depósitos de valor distintos del dinero son:
- Bonos: el valor está garantizado por un contrato legal
- Objetos de colección, como obras de un artista famoso, antigüedades o monedas antiguas[2]
- Piedras preciosas[2]
- Relaciones en una economía del regalo: el valor se almacena como reputación social
- Vales de trabajo
- Propiedad y control del ganado
- Vinos escogidos
- Metales preciosos: propiedad de oro, plata, platino y paladio[2]
- Bienes inmuebles: propiedad de terrenos o edificaciones controlables y protegibles establecida en escrituras fiables[2]
- Tarjetas de valor almacenado: el valor se almacena físicamente en las tarjetas en forma de datos codificados en binario

Si bien estos medios pueden ser incómodos para comercializar o almacenar diariamente, y su precio de mercado puede variar significativamente, rara vez pierden todo su valor. No es necesario que sean bienes de capital, solo que tengan un valor económico que no desaparezca ni siquiera en la peor situación. La desventaja de los terrenos, las casas y las propiedades como depósito de valor es que, si se quiere convertirlos en dinero, puede llevar tiempo encontrar un comprador. En principio, esto podría aplicarse a cualquier producto industrial, pero el oro y los metales preciosos generalmente son los preferidos, debido a su demanda y rareza en la naturaleza, lo que reduce el riesgo de devaluación asociado con el aumento de la producción y la oferta.
El papel de las criptomonedas como depósito de valor es actualmente un tema de debate. El Servicio de Impuestos Internos de los Estados Unidos ha publicado una guía sobre "monedas virtuales" que se refiere a ellas como "un medio de cambio, una unidad de cuenta y/o una reserva de valor".Los defensores de la criptomoneda Bitcoin suelen compararla con el oro, pero un cotejo estricto de factores deja al oro en mejor lugar. En su papel como depósito de valor, las criptomonedas a menudo suscitan preocupación, debido a su extrema volatilidad,o por temores sobre el surgimiento de regulaciones y manejo contradictorio por parte de los gobiernos. Debe tenerse en cuenta que el libro de contabilidad de la cadena de bloques de un bitcoin es inalterable y que un bitcoin solo se le puede quitar a su propietario por la fuerza, lo que se conoce como el "ataque de la llave inglesa de cinco dólares". Ha habido numerosos y multimillonarios robos de bitcoins y otras criptomonedas, aparte de que algunas han perdido repentinamente prácticamente todo su valor.